# Castor et Pollux
Castor et Pollux és una òpera amb pròleg i cinc actes de Jean-Philippe Rameau, amb llibret de Pierre Joseph Bernard. S'estrenà al Théâtre de l'Académie Royale de Musique de París el 24 d'octubre de 1737.	
Castor et Pollux no assolí el mateix èxit que Hippolyte et Aricie del mateix any, però tingué tanmateix un bon inici, amb més de vint representacions.
El compositor belga Agustí Ghislain Baró de Peellaert va compondre el segle xix, una òpera amb el mateix tema, el mateix que l'any 1883 va fer el compositor parisenc Émile Pessard (1843-1917).